# Andrew Tang (pilote automobile)
Pour les articles homonymes, voir Andrew Tang et Tang.
 (septembre 2019).
Si vous disposez d'ouvrages ou d'articles de référence ou si vous connaissez des sites web de qualité traitant du thème abordé ici, merci de compléter l'article en donnant les références utiles à sa vérifiabilité et en les liant à la section « Notes et références ».
Pas d'image ? Cliquez ici
Andrew Tang, né le 13 novembre 1994 à Singapour, est un pilote automobile singapourien.

## Carrière

### Résultats en compétition automobile
| Saison | Championnat              | Écurie                    | Courses | Victoires | Pole positions | Meilleurs tours | Podiums | Points | Classement |
| ------ | ------------------------ | ------------------------- | ------- | --------- | -------------- | --------------- | ------- | ------ | ---------- |
| 2013   | Toyota Racing Series     | ETEC Motorsport           | 15      | 0         | 0              | 0               | 0       | 345    | 15e        |
| 2013   | Formula Renault 2.0 Alps | Jenzer Motorsport         | 14      | 0         | 0              | 0               | 0       | 18     | 20e        |
| 2013   | Formula Renault 2.0 NEC  | Jenzer Motorsport         | 2       | 0         | 0              | 0               | 0       | 16     | 38e        |
| 2014   | Toyota Racing Series     | Neale Motorsport          | 15      | 3         | 1              | 5               | 9       | 794    | Champion   |
| 2014   | Formula Renault 2.0 Alps | Prema Powerteam           | 2       | 0         | 0              | 0               | 0       | 24     | 17e        |
| 2016   | Porsche Carrera Cup Asia | Porsche China Junior Team | 12      | 2         | 1              | 3               | 4       | 172    | 4e         |
| 2017   | China GT Championship    | JRM JiaRui-TengDa         | 10      | 0         | 3              | 0               | 4       | 123    | 3e         |
| 2017   | Porsche Carrera Cup Asia | Porsche China Junior Team | 13      | 0         | 2              | 1               | 6       | 186    | 4e         |

### Résultats dans les courses d'endurance
| Année | Course                | Écurie                | Voiture             | Classe     | Tours | Classement | Class Cat |
| ----- | --------------------- | --------------------- | ------------------- | ---------- | ----- | ---------- | --------- |
| 2015  | 12 Heures de Sepang   | GDL Motorsport Racing | Porsche 997 GT3 Cup | GTC Pro-Am | 205   | 14e        | 4e        |
| 2018  | 12 Heures de Bathurst | Team Carrera Cup Asia | Porsche 991 GT3 Cup | Cat B      | 82    | Abandon    | Abandon   |